# Choi Yeon-jun
Choi Yeon Jun (Hangul: 최연준, Hanja: 崔然竣, Hán-Việt: Thôi Nhiên Thuân, sinh ngày 13 tháng 9 năm 1999), thường được biết đến với nghệ danh Yeonjun, là một nam ca sĩ, rapper, vũ công, diễn viên, người mẫu, nhà sáng tác ca từ người Hàn Quốc. Anh là thành viên lớn tuổi nhất của nhóm nhạc nam TXT do Big Hit Music thành lập và quản lý.

## Tiểu sử
Yeonjun sinh tại Bundang-gu, Seongnam, Gyeonggi-do, Hàn Quốc. Anh từng sinh sống và theo học tại một trường tiểu học ở Mỹ trong vòng 2 năm. Anh là người con duy nhất trong gia đình chỉ có bố và mẹ.
Yeonjun vào Big Hit Entertaiment năm 2015, thực tập tại đó gần 4 năm. Anh cũng từng thi tuyển và làm thực tập sinh cho CUBE một thời gian trước khi chính thức gia nhập Big Hit.

## Sự nghiệp

### Trước khi ra mắt
Yeonjun thường được biết đến với danh hiệu "Trainee huyền thoại" của Big Hit bởi anh luôn dẫn đầu trong các buổi đánh giá năng lực định kỳ hằng tháng của công ty (bao gồm đầy đủ các mảng như vũ đạo, thanh nhạc và rap). Theo lời các thành viên từng tiết lộ trên truyền hình, rằng nếu một hôm nào đó Yeonjun đứng thứ hai thì sẽ không bao giờ có người đứng nhất. Ngoài ra, anh cũng sớm trở nên nổi tiếng từ hồi còn đi học nhờ nhan sắc nổi trội cùng với kĩ năng nhảy điêu luyện của mình.
Yeonjun từng là vũ công phụ hoạ cho các sân khấu A Midsummer Night's Sweetness của San E và Rainia tại Melon Music Awards năm 2014.

### 2019–nay: Ra mắt với TXT
Vào ngày 10 tháng 1 năm 2019, Yeonjun được giới thiệu tới công chúng thông qua ‘Introduction Film - What do you do?’ đăng tải trên kênh YouTube chính thức của Big Hit. 14 ngày sau, anh tiếp tục xuất hiện trong 'Questioning Film - What do you see?' và anh là người đầu tiên được giới thiệu cho nhóm nhạc mới. Mã morse ở cuối video của Yeonjun dịch ra có nghĩa là PROMISE (lời hứa).
Yeonjun chính thức ra mắt cùng TXT và là anh cả của nhóm vào ngày 4 tháng 3 năm 2019. Nhóm đã cho ra mắt mini album đầu tay The Dream Chapter: Star. Album xuất hiện ở vị trí số 1 trên bảng xếp hạng nghệ sĩ mới nổi của Billboard và lần đầu tiên ở vị trí 140 trên bảng xếp hạng Billboard 200, khiến họ trở thành nhóm nhạc K-pop nhanh nhất xuất hiện trong bảng xếp hạng và album đầu tay xếp hạng cao nhất của bất kỳ nhóm nhạc nam K-pop nào. Ngoài ra, bài hát chủ đề "Crown" cũng ghi nhận 14,5 triệu lượt xem trên YouTube, phá vỡ kỷ lục video âm nhạc K-pop đầu tay được xem nhiều nhất trong vòng 24 giờ cho một nhóm nhạc nam. Họ đã có chiến thắng đầu tiên trên chương trình âm nhạc The Show của SBS MTVchỉ sau duy nhất một tuần ra mắt.

## Thông tin khác

### Sáng tác
Số đăng ký của Hiệp hội Bản quyền Âm nhạc Hàn Quốc (KOMCA): Choi Yeon-jun (10025083), 13 bài hát.
| Năm  | Album                              | Nghệ sĩ | Tên bài hát                                | Phần                | Bản quyền |
| ---- | ---------------------------------- | ------- | ------------------------------------------ | ------------------- | --------- |
| 2020 | The Dream Chapter: Eternity        | TXT     | Maze in the mirror                         | Viết lời, Soạn nhạc | Yes       |
| 2020 | ―                                  | TXT     | Sweat (땀)                                 | Viết lời, Soạn nhạc | Yes       |
| 2020 | MINISODE1: BLUE HOUR               | TXT     | WISHLIST                                   | Viết lời, Soạn nhạc | Yes       |
| 2021 | The Chaos Chapter: FREEZE          | TXT     | What if I had been that PUMA (밸런스 게임) | Viết lời, Soạn nhạc | Yes       |
| 2021 | The Chaos Chapter: FREEZE          | TXT     | No Rules                                   | Viết lời, Soạn nhạc | Yes       |
| 2021 | The Chaos Chapter: FREEZE          | TXT     | Frost                                      | Viết lời, Soạn nhạc | Yes       |
| 2021 | The Chaos Chapter: FIGHT OR ESCAPE | TXT     | LO$ER=LO♡ER                                | Viết lời, Soạn nhạc | Yes       |
| 2021 | The Chaos Chapter: FIGHT OR ESCAPE | TXT     | MOA Diary (Dubaddu Wari Wari)              | Viết lời, Soạn nhạc | Yes       |
| 2021 | ―                                  | TXT     | Sweet Dreams                               | Viết lời, Soạn nhạc | Yes       |
| 2022 | MINISODE2: THURSDAY'S CHILD        | TXT     | GOOD BOY GONE BAD                          | Viết lời, Soạn nhạc | Yes       |
| 2022 | MINISODE2: THURSDAY'S CHILD        | TXT     | Trust fund baby                            | Viết lời, Soạn nhạc | Yes       |
| 2022 | MINISODE2: THURSDAY'S CHILD        | TXT     | Lonely Boy                                 | Viết lời, Soạn nhạc | Yes       |
| 2021 | DIMENSION: DILEMMA                 | ENHYPEN | Blockbuster                                | Viết lời, Soạn nhạc | Yes       |

## Giải thưởng và đề cử
| Giải thưởng | Năm  | Hạng mục                          | Đề cử cho | Kết quả      | Tham khảo |
| --- | ---- | --------------------------------- | --------- | ------------ | --------- |
| Asian Pop Music Awards{{efn-ua\|Giải thưởng Âm nhạc Pop Châu Á (Asian Pop Music Awards) do Tập đoàn Quốc tế Châu Á - Thái Bình Dương Hồng Kông và Sunway Records tổ chức. Kết quả của giải thưởng này được xác định dựa trên "Bảng xếp hạng Nhạc Pop Châu Á" (Asian Pop Music Chart), được ra mắt vào tháng 9 năm 2019. | 2024 | Best Dance Performance (Overseas) | "Ggum"    | Đề cử        | [ 4 ]     |
| Hanteo Music Awards | 2025 | Global Artist Award – Oceania     | Yeonjun   | Đoạt giải    | [ 5 ]     |
| Hanteo Music Awards | 2025 | Global Artist – Africa            | Yeonjun   | Đề cử        | [ 6 ]     |
| Hanteo Music Awards | 2025 | Global Artist – Asia              | Yeonjun   | Đề cử        | [ 6 ]     |
| Hanteo Music Awards | 2025 | Global Artist – Europe            | Yeonjun   | Đề cử        | [ 6 ]     |
| Hanteo Music Awards | 2025 | Global Artist – North America     | Yeonjun   | Đề cử        | [ 6 ]     |
| Hanteo Music Awards | 2025 | Global Artist – South America     | Yeonjun   | Đề cử        | [ 6 ]     |
| iHeartRadio Music Awards | 2025 | Favorite K-pop Dance Challenge    | "Ggum"    | Chưa công bố | [ 7 ]     |
| Korea First Brand Awards | 2025 | Best Male Solo Singer             | Yeonjun   | Đề cử        | [ 8 ]     |